# Emilia Fadini
Pour les articles homonymes, voir Fadini.
Emilia Fadini, née le 11 octobre 1930 à Barcelone (Espagne) et morte le 16 mars 2021 à Gorlago (Italie), est une claveciniste, musicologue et professeure de musique italienne. Elle est considérée comme l'une des pionnières de l'étude et de l'exécution de la musique ancienne historiquement informée en Italie.

## Biographie
Emilia Fadini obtient son diplôme de piano et de clavecin au Conservatoire Giuseppe Verdi de Milan. Elle enseigne ensuite dans les conservatoires de Bolzano et de Vérone et elle est professeur de clavecin à Milan, où, à la fin des années 1970, elle participe à la fondation des Cours populaires de musique du soir (Corsi popolari serali di musica, CPSM). Elle quitte l'enseignement au conservatoire, en 1991, pour créer le cours de musique ancienne à la Scuola musicale di Milano, elle y enseigne le clavecin, le pianoforte et le clavicorde. Sont formés de nombreux clavecinistes parvenus à la renommée internationale, tels qu'Ottavio Dantone, Enrico Baiano et Andrea Coen. Elle forme également le guitariste Luigi Attademo à la musique baroque. 
Le fruit de ses études se traduit par de nombreuses publications, en particulier sur les questions de l'interprétation de la musique ancienne pour instruments à clavier.
Elle joue en concert, à l'échelle internationale, à la fois sur le clavecin et le piano.
En 1978, elle commence la publication, pour la maison Ricordi, d'une nouvelle révision des Sonates de Domenico Scarlatti, publiée en dix volumes. Le label Stradivarius lui confie la direction de la publication de l'intégrale discographique des sonates, en collaboration avec différents clavecinistes italiens. Pour cette collection, Emilia Fadini enregistre son premier disque au clavecin et le cinquième au piano-forte, en plus des trente Essercizi per gravicembalo. Toujours pour l'éditeur Ricordi, elle publie les compositions pour clavecin d'Alessandro Poglietti.
En 2006, elle apparaît notamment avec José Saramago, Gustav Leonhardt et Salvatore Sciarrino, dans le long métrage sur Domenico Scarlatti, intitulé Un gioco ardito (« Un jeu audacieux ») réalisé par Francesco Leprino et sous-titré douze variations thématiques sur Domenico Scarlatti.
Elle participe à des jurys de concours internationaux de clavecin, comme ceux de Nantes (1984) et Paris (1987).
Elle meurt le 16 mars 2021 à Gorlago.

## En tant qu'éditrice
- 1978 - Domenico Scarlatti - Sonates pour le clavecin (dix volumes) (Ricordi)
- 1984 - Alessandro Poglietti - Compositions pour le clavecin (Ricordi)

## Discographie
- 1999 - Domenico Scarlatti, intégrale des Sonates, vol. 1 « L'Influence espagnole » (Stradivarius) (OCLC 47954490)
- 2003 - Domenico Scarlatti, intégrale des Sonates (Stradivarius)
- 2002 - Domenico Scarlatti, intégrale des Sonates vol. 5 « Scarlatti choisi par Clementi » (Stradivarius) (OCLC 905271539)
- 2008 - Domenico Scarlatti, intégrale des Sonates vol. 11 Essercizi per gravicembalo - clavecin Gianfranco Facchini 1989, d'après un instrument de 1782 attribué à Vincenzio Sodi (Stradivarius) (OCLC 958433895)